# 鳳梨酥

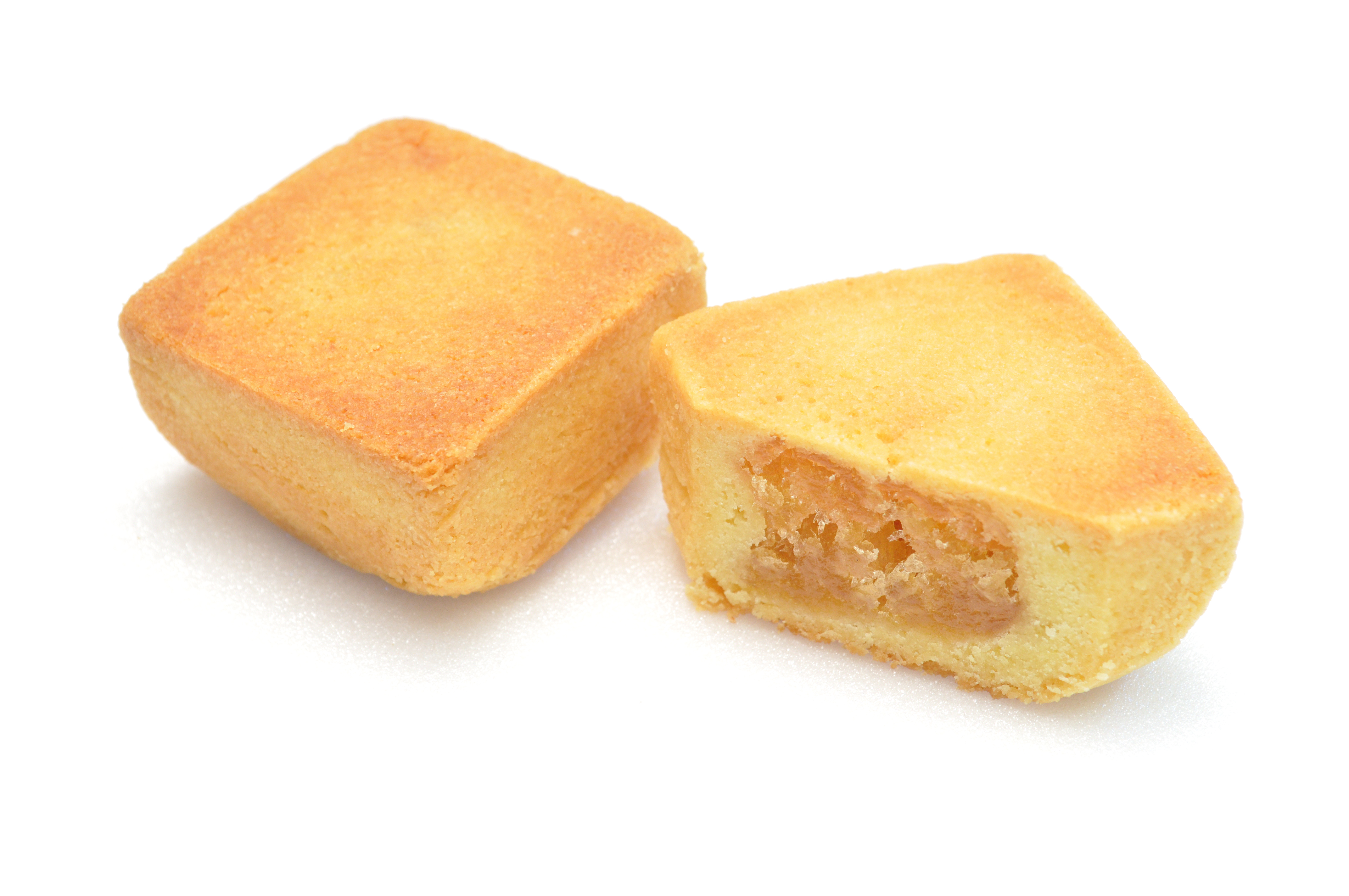
鳳梨酥

鳳梨酥（臺羅：ông-lâi-soo）是臺灣漢族的傳統糕點，源自龍鳳大餅之甜味鳳餅，以及雙餡料（鳳梨、冬瓜）大餅鴛鴦餅的習俗，以西式曲奇餅酥鬆餅皮發展而成的台式點心。
其主要原料為麵粉、奶油、糖、蛋、冬瓜醬（也可用純鳳梨或冬瓜混合鳳梨製作）。外皮酥、內餡軟。以冬瓜餡製作的鳳梨酥有蔬菜冬瓜清爽口感，也稱為冬瓜酥；以冬瓜餡混合鳳梨餡製作的鳳梨酥帶有鳳梨甜香，或稱為冬瓜鳳梨酥；以純土鳳梨製成的鳳梨酥，其酸度較高，又稱土鳳梨酥，酸酸甜甜，受大眾喜愛。

## 名稱
鳳梨的台語（臺羅：ông-lâi）諧音為「旺來」，帶有吉利興旺之意，而冬瓜有「好年冬」與甜甜蜜蜜的含意，帶有喜氣之意。早年鳳梨酥大多為冬瓜酥，其綿密彈牙的內餡為冬瓜醬製成，命名取其臺語諧音「旺來」，但如果要正名回冬瓜酥，不僅沒有旺來酥好聽，對長久以來接受旺來酥的民眾亦難以接受。
雖然「鳳梨」在中國大陸以及港澳地區被稱為「菠蘿」，但鳳梨酥從不寫成「菠蘿酥」，新加坡和马来西亚地區亦然。

## 餡料
傳統鳳梨酥的外皮是採用豬油製成，早期鳳梨酥的內餡大多採用冬瓜或者冬瓜混合鳳梨製成。
台灣冬瓜是早期與現代台灣農民稻田休耕期間的輪作農產品，所以全台各地有種稻米的地方，就幾乎有冬瓜的種植，產量豐富，為台灣大宗蔬菜之一，原料取得容易與經濟實惠，讓稻米農友創造額外收入，所以使用冬瓜當作食品原料也可以反映當時台灣農業土地的歷史與食品加工的背景。
早年台灣鳳梨成本過高，土鳳梨（夏威夷開英種）及俗稱波蘿的本島仔鳳梨纖維粗，會咬舌頭，不適合用在糕餅上，但台灣冬瓜從百年前早期到現代都會輪作種植在全台的稻田上，為台灣稻農創造另一筆收入，所以產量豐富與經濟實惠，這也是冬瓜成為食品原料的由來，而冬瓜製作的內餡口感不僅綿密且Q彈。由於台灣早期食品加工將農產品當作製作成食品的原料，讓冬瓜茶與冬瓜鳳梨酥擁有百年製造歷史，將田裡的新鮮食材加工後能存放食用，是台灣百年前開墾時期的傳承。
近年有不少商家採用純鳳梨製作內餡，因為鳳梨的纖維較冬瓜粗，純鳳梨餡的口感不及冬瓜餡綿密與Q彈，但純鳳梨餡有天然的濃郁果香及酸甜滋味，都是冬瓜餡無法比擬的，因此冬瓜餡與純鳳梨餡製成的鳳梨酥，都各有其擁護者。
以下為台灣地區鳳梨酥原料冬瓜產地，全年各地有生產：
- 宜蘭：羅東、頭城、五結、三星、礁溪、員山、冬山。
- 花蓮：鳳林、玉里、新城、吉安、萬榮、卓溪、光復、富里。
- 台東：關山、長濱、鹿野、池上。
- 桃園：八德、龍潭、新屋、楊梅。
- 新竹：竹北、竹東、新埔、湖口、芎林、新豐。
- 苗栗：苑裡、通宵、卓蘭。
- 台中：大甲、霧峰、外埔、后里、大安、清水、烏日。
- 彰化：北斗、二林、埤頭、溪州、竹塘、芳苑。
- 雲林：元長、土庫、二崙、西螺、虎尾、大埤。
- 嘉義：義竹、朴子、鹿草、六腳、太保、新港。
- 台南：善化、後壁、歸仁、下營、六甲。
- 高雄：甲仙、六龜、梓官、彌陀、杉林、橋頭、大樹。
- 屏東：南州、新埤、林邊、恆春。

各縣市依季節不同生產之產季亦不同。

## 关联条目
- 臺灣小吃
- 台灣飲食
- 蛋黃酥
- 黄梨饼：马来西亚、新加坡等地华人的传统糕饼，馅料含有凤梨，外层为酥皮。

## 資料來源
注釋
1. ↑  . cooking23s.blogspot.tw.   [2017-06-12]. （原始内容存档于2017-08-22）.
2. ↑   (PDF).   [2015-12-13]. （原始内容存档 (PDF)于2016-03-04）.
3. ↑  .   [2015-12-20]. （原始内容存档于2015-12-10）.
4. ↑  .   [2017-06-12]. （原始内容存档于2015-05-23）.
5. ↑  .   [2015-12-12]. （原始内容存档于2015-12-22）.
6. ↑  .   [2016-03-24]. （原始内容存档于2016-04-04）.
7. ↑  農業知識入口網
8. ↑  .   [2016-03-24]. （原始内容存档于2016-04-26）.

書目
- 張尊禎. . 台灣: 遠流. 2009-03-27 [2009年]. ISBN 978-957-326-456-9 （中文）.